# Mogán
Mogán är en kommun i Spanien. Den ligger i den autonoma regionen Kanarieöarna i sydvästra delen av landet, 1 800 km sydväst om huvudstaden Madrid. Antalet invånare är 21 175 (2024). Arean är 171,42 kvadratkilometer. Mogán ligger på ön Gran Canaria i ögruppen Kanarieöarna. Mogán gränsar till Tejeda, San Bartolomé de Tirajana och Aldea de San Nicolás. 